# Early English Text Society
Die Early English Text Society (EETS; dt. Frühenglische Textgesellschaft) ist eine englische Sprachgesellschaft, die 1864 zu veröffentlichen begann und noch fortlaufend erscheint. Ihr Ziel war es, alle frühen Texte in englischer Sprache zu drucken, die bisher nur durch handschriftliche oder sehr seltene Exemplare bekannt waren. Dieses Projekt wurde in Verbindung mit der Erstellung des Oxford English Dictionary durchgeführt.

## Bandübersicht
In der folgenden Übersicht werden die Veröffentlichungen der Early-English-Text-Society-Buchreihe mit ihren Nummer, Titel und zusätzlichen Informationen aufgelistet. Einige der teils exzentrischen Schreibweise wurden unverändert belassen, und einige wurden in Klammern gegenüber modernen Äquivalenten korrigiert. Angaben zu den Daten für die Texte sind ungefähre und sie beziehen sich auf die Abfassung oder die Übersetzung der englischen Fassung, die oft Jahrhunderte später als das Entstehungsdatum des ursprünglichen Textes sind. Früher wurden die Publikationen von Boydell & Brewer vertrieben, jetzt direkt von der Early English Text Society.
Die verwendeten Abkürzungen sind: OS = Original Series und ES = Extra Series. (Die Angaben erfolgen überwiegend nach 'piereligion.org')
| Nr.           | Titel | Zeit (ca.)                      | Autor oder Hrsg.                                  |
| ------------- | --- | ------------------------------- | ------------------------------------------------- |
| OS 1          | Early English Alliterative Poems: Pearl, Cleanness, Patience; Cotton Nero A.x. | 14. Jhd.                        | Gawain-Dichter                                    |
| OS 2          | Arthur, from Liber Rubeus Bathoniae ms. [matter of Arthur] | 1428                            |                                                   |
| OS 3          | Office and Dewtie of Kyngis, by William Lauder (Duty of Kings) | 1556                            | Lauder                                            |
| OS 4          | Sir Gawayne and the Green Knight, Cotton Nero A.x. | ca. 1360                        | Gawain-Dichter                                    |
| OS 5          | Orthographie and Congruitie of the Britan Tongue, by Alexander Hume |                                 | Hume                                              |
| OS 6          | Lancelot of the Laik, a Scottish Metrical Romance (lovely) | 1490 - 1500                     | ed. Skeat                                         |
| OS 7          | Genesis and Exodus, Corpus Christi College ms. | 1250                            | anon.                                             |
| OS 8          | Morte Arthur, from Thornton ms. at Lincoln Cath. [matter of Arthur] | 14.-15. Jhd.                    |                                                   |
| OS 9          | Speght’s edition of Chaucer |                                 | ed. Thynne                                        |
| OS 10         | Merlin, Part 1 (Theorie, für den Text siehe OS 112) | 1450-1460                       |                                                   |
| OS 11         | Monarche, Books 1 and 2, (David Lindesay’s Works, Part 1) from Scotland | 1566                            | Lyndesay                                          |
| OS 12         | The Wright’s Chaste Wife, MS Lambeth 306, (siehe auch OS 84) two versions, plus the “Women” song, | 1462                            | Adam of Cobsam                                    |
| OS 13         | Seinte Marherete, life of the saint in various versions | 1200, 1350, 1460                | ed. Cockayne                                      |
| OS 14         | King Horn, Floriz and Blauncheflur, and The Assumption of Our Lady | 13. Jhd. ?                      | ed. McKnight                                      |
| OS 15         | Political, Religious and Love Poems by Lydgate, Ros, Baradoun, Huchen & Metham | 1448 etc.                       | verschiedene; ed. Furnival                        |
| OS 16         | Book of Quinte Essence, Sloane ms. 73 (how to make alcohol and other alchemical nonsense) | 1460- 1470                      | Hermes Trismegistus                               |
| OS 17         | Piers Plowman (Parallel Extracts from 45 mss.) | 1362 ?                          | William Langland, ed. Skeat                       |
| OS 18         | Hali Meidenhad (Holy Maidenhead) MS. Bodley 34 and BM Cotton Titus D. 18 | 1200 ?                          | ed. Furnival                                      |
| OS 19         | Monarche, Books 3 & 4, Political Poems (David Lindesay’s Works, Part 2) | 1500er                          | Lyndesay                                          |
| OS 20         | English Prose Treatises, by Richard Rolle de Hampole |                                 | Rolle                                             |
| OS 21         | Merlin, Part 2 (Theorie, ohne Text), [matter of Arthur] | 1450- 1460                      |                                                   |
| OS 22         | Romans (Romance) of Partenay or of Lusignen, or the Tale of Melusine, Trinity College Camb. R.3.17 | vor 1500                        |                                                   |
| OS 23         | Ayenbit of Inwyt, Vol. 1, Text, ("Again-bite of In-wit," the Prick of Conscience), transl. from French Le Somme le Roi, Arundel Ms. 57, siehe OS 278                                                                 | 1340                            | Michel, Dan                                       |
| OS 24         | Hymns to the Virgin and Christ, The Parliament of Devils, etc. Digitalisat |                                 |                                                   |
| OS 25         | Stacions of Rome (list of churches), Pilgrim’s Sea-voyage (a poem), Clene Maydenhod (for nuns) | 1370                            |                                                   |
| OS 26         | Religious Pieces in Prose and Verse, Thornton Ms. | 1373                            |                                                   |
| OS 27         | Levins’ Manipulus Vocabulorum, a rhyming dictionary | 1570                            | Levins, Peter                                     |
| OS 28         | Vision of Piers the Ploughman, by William Langland, Part 1 (Part 2 is OS 38) | 1362                            | Langland; ed. Skeat                               |
| OS 29         | Homilies in Old English (1220-30), Series 1, Part 1 | 1220- 1230                      |                                                   |
| OS 30         | Pierce the Ploughman’s Crede and poem God Spede the Plough, 1500 AD | 1394                            | ed. Skeat                                         |
| ES 1          | William of Palerne (Palermo) or William and the Werwolf, transl. from French; also frag. of a Romance of Alexander                                                                                                   | 1350                            | ed. Skeat                                         |
| ES 2          | Early English Pronunciation, Part 1 (see also ES 7, ES 14, ES 23) | 1871                            | Ellis                                             |
| OS 31         | Myrc’s Instructions for Parish Priests, in verse, transl. from Latin, Cotton MS Claud. A. ii | 1450                            | Mirk, John                                        |
| OS 32         | Early English Meals and Manners, with 4 different texts, and pictures, includes Boar’s Head Carols, “The Babees Book”, etc., (orig. pub. 1868)                                                                       | 1500er?                         |                                                   |
| OS 33         | Book of the Knight of La Tour-Landry, his advice to his daughters | 1371, 1484                      | Geoffrey de la Tour-Landry                        |
| OS 34         | Homilies in Old English (before 1300), Series 1, Part 2. O.E. orig. with Engl transl. | 1200- 1300                      | anon.                                             |
| OS 35         | Historie and Testament of Squyer Meldrum, (David Lindesay’s Works, Pt. 3) | 1594?                           | Lyndesay                                          |
| ES 3          | Caxton’s Book of Curtesye, three texts | 1477-8                          | Caxton & others; ed. Furnivall                    |
| ES 4          | Havelok the Dane, a Lay; Ms. Laud misc. 108 | 1280                            | ed. Skeat                                         |
| ES 5          | Consolation of Philosophy, by Boethius, transl. of Chaucer, Latin orig. | 14. Jhd.                        | Chaucer transl.; ed. Morris                       |
| ES 6          | Chevalare Assigne (Knight of the Swan), a romance, BM Ms. Cotton Caligula A.2; French original, earliest known 1190                                                                                                  | 1460                            | ed. Gibbs                                         |
| OS 36         | Merlin, Part 3, On Arthurian Localities |                                 |                                                   |
| OS 37         | Ane Satyre of the thrie Estaits, (David Lindesay’s Works, Part 4) | 1602                            | Lindesay                                          |
| OS 38         | Vision of Piers the Ploughman, Part 2 (Part 1 was OS 28) | 1362-80                         | William Langland; ed. Skeat                       |
| OS 39         | Gest Historiale of the Destruction of Troy, Part 1, transl. from Guido de Colonna’s 1287 version. OS 56 is Part 2 | 14. Jhd.                        | ed. Panton and Donaldson                          |
| ES 7          | Early English Pronunciation, Part 2, (see ES 2) | 1871                            | Ellis                                             |
| ES 8          | A Book of Precedence (many different texts on manners, social), plus Italian Courtesy Books (Part 2?), called Queen Elizabeth’s Academy                                                                              | 16. Jhd.                        | Humphrey Gilbert                                  |
| ES 9          | Fraternitye of Vacabondes, by Awdeley; A Caveat, by Thomas Harman; Conny-catching, with illustrations and other tracts (on thievery)                                                                                 | 16. Jhd.                        | various; ed. by Furnivall                         |
| OS 40         | English Gilds, statutes and customs, Latin is transl.; English is left as is | 14.- 15. Jhd.                   |                                                   |
| OS 41         | Minor Poems of William Lauder |                                 | Lauder                                            |
| OS 42         | Minor Poems of William Lauder, Bernardus De Cura Rei Famuliaris, Early Scottish Prophecies |                                 | Lauder                                            |
| OS 43         | Minor Poems of William Lauder, Ratis Raving, and other Moral and Religious Pieces |                                 | Lauder                                            |
| ES 10         | Introduction of Knowledge, by Andrew Borde; Dyetary of Helth, by Andrew Boorde; In Defence of the Berde [Beard], by Barnes                                                                                           | 1547                            | Boorde, Barnes, etc.                              |
| ES 11         | Bruce, Part 1 (war between Scotland and England 1286-1332), also ES 21, 29, 55 | 1375                            | Barbour; ed. Skeat                                |
| OS 44         | Joseph of Arimathea, or the Romance of the Seint Graal, or Holy Grail, in the Vernon MS. with many variant versions.                                                                                                 | 1500er                          | ed. Skeat                                         |
| OS 45         | Gregory’s Pastoral Care, West Saxon Version with English transl., Part 1 |                                 | Alfred; ed. Sweet                                 |
| OS 46         | Legends of the Holy Rood, Symbols, etc. |                                 |                                                   |
| OS 47         | Minor Poems, mostly political, (David Lindesay’s Works, Part 5) | 1537+                           | Lyndesay                                          |
| OS 48         | Time’s Whistle and other Poems by R.C., satires against atheists, etc. | 1616                            | R.C. is unknown                                   |
| ES 12         | England in Henry VIII’s time, a dialogue, Part 2 (Part 1 is ES 32) | 1538                            | Starkey                                           |
| ES 13         | A Supplicacyon of the Beggars, tracts for the Reformation at the time of Henry VIII | 1528                            | Simon Fish                                        |
| ES 14         | Early English Pronunciation, Part 3, see ES 2 | 1871                            | Ellis                                             |
| OS 49         | Old English Misc. with a Bestiary, Kentish Sermons, Proverbs of Alfred, Religious Poems of the 13th cent., includes Shires and Hundreds of England                                                                   | 13. Jhd. ?                      |                                                   |
| OS 50         | Gregory’s Pastoral Care, West Saxon Version with English transl., Part 2, (with OS 45) |                                 | Gregory; transl. Alfred                           |
| OS 51         | The Liflade of St. Juliana, two versions, [an ugly martyr’s tale] | 1230                            | ed. Cokayne                                       |
| OS 52         | Palladius On Husbondrie (Husbandry), Part 1 (Part 2 is OS 72), from a 4th century Latin original | 1420                            | Palladius; anon. transl.                          |
| ES 15         | Selected Works of Robert Crowley, with Thirty-one Epigrams, and other essays | 1550                            | Crowley, Robert                                   |
| ES 16         | Treatise on the Astrolabe by Geoffrey Chaucer, (from 16 mss.), with plates drawn by Skeat | 1400                            | Chaucer; ed. Skeat                                |
| ES 17         | Complaynt of Scotlande, Part 1, with four additional tracts appended, [political] | 1549                            |                                                   |
| OS 53         | Homilies in Old English, Series 2, (actually Middle English), Trinity College Cambridge, ms B.14.52, with three hymns to Virgin with music                                                                           | 14. Jhd.                        | ed. Morris                                        |
| OS 54         | Vision of Piers the Ploughman, Part 3; also Richard the Redeless, 1399; and Crowned King, a later imitation of 1415                                                                                                  | 1362-93                         | William Langland; ed. Skeat                       |
| OS 55         | Generydes, a Romance, Part 1, Trinity College Lib., Cambridge O.5.2, (Part 2 is OS 70) | 15. Jhd.                        | anon.                                             |
| ES 18         | Complaynt of Scotlande, Part 2, (Part 1 is ES 17) | 1549                            |                                                   |
| ES 19         | Myroure of Oure Ladye, Offices of a nunnery of St. Bridget of Sweden | 15.- 16. Jhd.                   |                                                   |
| OS 56         | Gest Historiale of the Destruction of Troy, Part 2; Part 1 is OS 39 | 14. Jhd.                        | Huchowne; ed. Panton & Donaldson                  |
| OS 57         | Cursor Mundi, Part 1, [see OS 59, 62, 66, 68, 99, 101] | 14. Jhd.                        | anon.                                             |
| OS 58         | Blickling Homilies, Part 1; Anglo-Saxon for various saints, see OS 63, OS 73 | 979                             |                                                   |
| ES 20         | History of the Holy Grail, Part 1 of 5, by Henry Lovelich, with ES 24, 28, 30, 95, [matter of Arthur] | 1450                            | Lovelich                                          |
| ES 21         | Bruce, Part 2 (see ES 11) | 1375                            | Barbour                                           |
| ES 22         | Complaynt of Roderyck Mors, by Henry Brinklow and the Lamentacyon of a Christen Agaynst the Cytye of London by Roderigo Mors                                                                                         | 1542                            | Brinklow & Mors; ed. Cowper                       |
| ES 23         | Early English Pronunciation, Part 4, (see ES 2, 7, 14) | modern                          | Ellis                                             |
| OS 59         | Cursor Mundi, Part 2 (see OS 57) | 14. Jhd.                        |                                                   |
| OS 60         | Meditacyuns of the Soper of our Lorde, [meditations of the Supper of our Lord] | 1315- 1330                      | Bonaventura                                       |
| OS 61         | Romance and the Prophecies of Thomas of Ercledoune, early metrical romances and later ballads of Thomas the Rhymer                                                                                                   | 15. Jhd.                        |                                                   |
| ES 24         | History of the Holy Grail, Part 2 of 5, see ES 20 [matter of Arthur] | 1450                            | Lovelich                                          |
| ES 25         | Guy of Warwick, 15th cent. version, Part 1, transl. from French, with ES 26, a romance | 15. Jhd.                        | ed. Zupitza                                       |
| OS 62         | Cursor Mundi, Part 3, (see OS 57) | 14. Jhd.                        |                                                   |
| OS 63         | Blickling Homilies, Part 2, (see OS 58) | 979                             |                                                   |
| OS 64         | Emblemes and Epigrams, by Francis Thynne | 1600                            | Thynne                                            |
| OS 65         | Be Domes Daege, (Bede’s De Die Judicii, Day of Judgment) |                                 | Bede                                              |
| ES 26         | Guy of Warwick, 15th cent. version, Part 2, see ES 25 | 15. Jhd.                        |                                                   |
| ES 27         | English Works of John Fisher, Part 1 | 1521                            | Fisher                                            |
| OS 66         | Cursor Mundi, Part 4 (see OS 57) | 14. Jhd.                        |                                                   |
| OS 67         | Piers Plowman, Part 5, glossary with a few notes |                                 | ed. Skeat                                         |
| ES 28         | History of the Holy Grail, Part 3 of 5, [matter of Arthur] | 1450                            | Lovelich                                          |
| ES 29         | Bruce, Part 3 (see ES 11) | 1375                            | Barbour; ed. Skeat                                |
| OS 68         | Cursor Mundi, Part 5 (see OS 57) | 14. Jhd.                        |                                                   |
| OS 69         | Adam Davy’s Five Dreams about Edward II, and four other texts, two about King Solomon | 14th                            | Davy                                              |
| OS 70         | Generydes, a Romance, Part 2; (Part 1 is OS 55) |                                 |                                                   |
| ES 30         | History of the Holy Grail, Part 4 of 5, see ES 20, [matter of Arthur] | 1450                            | Lovelich                                          |
| ES 31         | Alliterative Romance of Alexander and Dindimus (dialogue with morals) | 1340- 1370                      |                                                   |
| ES 32         | Starkey’s England in Henry VIII’s time, Part 1, Starkey’s Life and Letters (Part 2 is ES 12) | 1538                            | Starkey                                           |
| OS 71         | Lay Folks’ Mass-Book, four texts |                                 |                                                   |
| OS 72         | Palladius On Husbondrie, Part 2, (Part 1 is OS 52) | 1420                            | Palladius; anon. transl.                          |
| ES 33         | Gesta Romanorum, orig. in Latin, a collection of tales with morals tacked on | 12. Jhd.                        |                                                   |
| ES 34         | Sir Ferumbas, a romance about Roland, [Charlemagne Romances: 1] | 1380                            |                                                   |
| OS 73         | Blickling Homilies, Part 3, see OS 58 | 979                             |                                                   |
| OS 74         | English Works of Wyclif, general rants, anti-pope | 1384                            | Wyclif, John                                      |
| ES 35         | Sege of Melayne [Siege of Milan]; Duke Roland and Sir Otuell; fragment of Song of Roland, [Charlemagne Romances: 2]                                                                                                  | 1430-40                         |                                                   |
| ES 36         | Lyf of Charles the Grete, Part 1, [Charlemagne Romances: 3] | 1485                            | Caxton                                            |
| OS 75         | Catholicon Anglicum, an English-Latin Wordbook, tons of old herb lore. Catholicon Anglicum | 1483                            |                                                   |
| OS 76         | Ælfric’s Metrical Lives of Saints, de Temporibus, Part 1 (also OS 82, 94); a “Third Series” |                                 | Ælfric                                            |
| ES 37         | Lyf of Charles the Grete, Part 2, (see ES 36), [Charlemagne Romances: 4] | 1485                            | Caxton                                            |
| ES 38         | The Sowdone of Babylone, [Sultan of Babylon, a romance, Charlemagne Romances: 5] | 15. Jhd.                        | anon.                                             |
| OS 77         | Beowulf, holograph on facing pages (see also No. 245) |                                 | ed. Zupitza                                       |
| OS 78         | Fifty Earliest English Wills | 1387- 1454                      |                                                   |
| ES 39         | Rauf Coilyear; Roland and Vernagu; Otuel, etc., three romances, [Charlemagne Romances: 6] | 1475, 1500                      |                                                   |
| ES 40         | Huon of Burdeux, Part 1, in 4 parts, a romance from a French 13th original, [Charlemagne Romances: 7] | 1534                            | Berners, transl.                                  |
| OS 79         | Orosius’ History Against the Pagans, ancient history until 417 CE, in Old Engl. with Latin original, transl. of King Alfred                                                                                          | 9. Jhd.                         | Alfred, transl.; ed. Sweet                        |
| OS 79b        | Epinal Glossary, facsimile |                                 |                                                   |
| ES 41         | Huon of Burdeux [Bordeaux], Part 2, see ES 40, [Charlemagne Romances: 8] | 1534                            |                                                   |
| ES 42         | Guy of Warwick, Part 1 (ends on p. 224), Auchinleck MS and Caius Ms. (also ES 49, 59) | 1327                            | ed. Zupitza                                       |
| OS 80         | Life of St. Katherine, Latin 11th, Middle English 13th, (Greek 886 CE) | 13. Jhd.                        |                                                   |
| OS 81         | Piers Plowman, glossary |                                 |                                                   |
| ES 43         | Huon of Burdeux, Part 3, see ES 40, [Charlemagne Romances: 9] | 1534                            |                                                   |
| ES 44         | Foure Sonnes of Aymon, Part 1, [Charlemagne Romances: 10] | 1490                            | Caxton, ed. Richardson                            |
| OS 82         | Ælfric’s Metrical Lives of Saints, de Temporibus, Part 2, MS. Cott. Jul. E Vii (see OS 76) |                                 | Ælfric; ed. Skeat                                 |
| OS 83         | Oldest English Texts, charters, runic inscriptions, fragment of a martyrology, glosses | 7. Jhd. und später              | ed. Sweet                                         |
| ES 45         | Foure Sonnes of Aymon, Part 2, [Charlemagne Romances: 11] | 1490                            | Caxton                                            |
| ES 46         | Sir Beves of Hamtoun, Part 1, (with ES 48, 65) | 1327 etc.                       |                                                   |
| OS 84         | The Wright’s Chaste Wife, with additional analogues |                                 |                                                   |
| OS 85         | Three Kings of Cologne, English from Latin orig. | 15. Jhd.                        | John of Hildesheim                                |
| OS 86         | Women Saints of our Countrie in England or Lives of Women Saints, in prose | 1610- 1615                      | ed. Horstman                                      |
| ES 47         | Wars of Alexander, in Middle English, a metrical romance, from a Latin original, Historia de Preliis, Ms. Ashmole 44                                                                                                 | 1450                            | ed. Skeat                                         |
| ES 48         | Sir Beves of Hamtoun, Part 2 (with ES 46, 65) | 1327, etc.                      |                                                   |
| OS 87         | Early South-English Legendary, Laud MS. 108 (see also OS 235) Lives of Saints, Celtic, Anglo-Saxon | 13. Jhd. und später             |                                                   |
| OS 88         | Life of St. Werburghe, by Henry Bradshaw | 1521                            | Bradshaw                                          |
| ES 49         | Guy of Warwick, Part 2, begins p. 226; Auchinleck MS and Caius Ms. | 1327                            |                                                   |
| ES 50         | Huon of Burdeux, Part 4, see ES 40, [Charlemagne Romances: 12] | 1534                            |                                                   |
| ES 51         | Torrent of Portyngale (Portugal), a romance | 15. Jhd.                        |                                                   |
| OS 89         | Vices and Virtues, Part 1, text and transl. up to p. 151, Anglo-Saxon (see OS 159) | 1200                            | ed. Holthausen                                    |
| OS 90         | Rule of St. Benet (Benedict), in Anglo-Saxon and Latin (516 CE) with interlinear glosses | 1020- 1030                      | anon.                                             |
| OS 91         | Two Fifteenth Century Cookery-Books, in Middle English, glossary | 15. Jhd.                        | ed. Austin                                        |
| ES 52         | William Bullein’s Dialogue against the Feuer Pestilence, Part 1 | 1548                            | Bullein                                           |
| ES 53         | Anatomie of the Body of Man | 1548                            | Vicary                                            |
| ES 54         | Curial made by Alain Charretier (orig. French 1400’s) advice to courtiers | 1484                            | Charretier, Caxton                                |
| OS 92         | Canterbury Psalter, Part 2, text and notes; Trin. Camb. MS.; Latin with AS gloss |                                 | Eadwine                                           |
| OS 93         | Liber Scintillarum; Latin orig. from early 8th; OE gloss from 11th | 11. Jhd.                        | Defensor                                          |
| ES 55         | Bruce, Part 4, (see ES 11), also How the Good Wife Taught her Daughter, and The Dietary (advice) | 1487                            | Barbour                                           |
| ES 56         | Early English Pronunciation, Part 5 | modern                          | Ellis                                             |
| OS 94         | Ælfric’s Metrical Lives of Saints, de Temporibus, Part 3 (see OS 76, 82) |                                 | Ælfric                                            |
| OS 95         | Bede’s Ecclesiastical History (period of 60 BCE to 731 CE), in Old English, Part 1, Sect. 1, Bede wrote the Latin orig.; King Alfred translated it into Old English                                                  | 11. Jhd.                        | Bede; King Alfred                                 |
| ES 57         | Eneydos of Caxton, version of the Aeneid, English from a French orig., Liure des Eneydos of 1483 | 1490                            | Caxton; ed. by Culley                             |
| ES 58         | Blanchardyn and Eglantine, a romance; with a long section on English Syntax | 1489 & 1595                     | Caxton                                            |
| OS 96         | Bede’s Ecclesiastical History, in Old English, Part 1, Sect 2 (see OS 95) | 11. Jhd.                        | Bede; King Alfred                                 |
| OS 97         | Earliest English Prose Psalter, Part 1; BM Add. ms. 17,376, and Trinity Coll. Dublin ms., was ms. H.32, now A.4.4 | 14. Jhd.                        | ed. Bülbring                                      |
| ES 59         | Guy of Warwick, Part 3, Auchinleck MS and Caius Ms. | 1327                            |                                                   |
| ES 60         | Temple of Glas by Lydgate, dialogue between Venus and Lovers | 1400 ca.                        | Lydgate                                           |
| OS 98         | Minor Poems of the Vernon MS, Part 1, all Christian, many hymns to oure lady, (see OS 117) |                                 | ed. Horstman                                      |
| OS 99         | Cursor Mundi, Part 6, Preface, Notes and Glossary, (see OS 57) | 14. Jhd.                        |                                                   |
| ES 61         | Hoccleve’s Minor Poems, Part 1, ballads to kings, stories from Gesta Romanorum, hymns to BVM; Phillippe ms. 8151 and Durham ms. III.9 (ES 73 is part 2)                                                              | frühes 14. Jhd.                 | Hoccleve                                          |
| ES 62         | Chester Plays, Part 1 (13 from Bible stories), (ES 115 is part 2) | 1591 +                          | ed. by Deimling                                   |
| OS 100        | Life of St. Katherine of Alexandria, fd. 11/25; Bodley ms. Rawlinson, Poetry 118 and ms. Arundel 396, etc. | vor 1464                        | Capgrave                                          |
| OS 101        | Cursor Mundi, Part 7, (see OS 57) | 14. Jhd.                        |                                                   |
| ES 63         | De Imitatione Christi, Christian self-abasement, transl. into Engl. by various authors | 1441, etc.                      | Thomas á Kempis                                   |
| ES 64         | Godeffrey of Boloyne [Bouillon] or the Seige and Conqeste of Jerusalem; more or less a history of 1st crusade, 1096-1100                                                                                             | 1481                            | Caxton                                            |
| OS 102        | Science of Cirurugie, Part 1; all sorts of medical problems and poss. cures, eek! Ashmole ms. 1396 and BM Add. Ms. 12,056                                                                                            | ca. 1400                        | Lanfranc                                          |
| OS 103        | Legend of the Cross |                                 |                                                   |
| ES 65         | Sir Beves of Hamtoun, Part 3 (with ES 46, 48) | 1327, etc.                      |                                                   |
| ES 66         | Secrees of Philosoffres, (Governance of Kings and Princes) transl. by Lydgate and finished by Burgh, a poetical transl. of Secreta Secretorum, which was attributed to Aristotle but probably Syriac Christian 8-9th | 1450 übers.                     | Lydgate, Burgh, transl.; ed. by Steele            |
| OS 104        | Exeter Book, Part 1, Old English poems, (Part 2 is OS 194) |                                 |                                                   |
| OS 105        | Prymer or Lay Folks’ Prayer Book, Part 1 is the text; Hours of BVM, Psalms, Litany, etc.; Camb. Univ. MS. Dd. 11, 82 (see OS 109)                                                                                    | 1420- 1430 ca.                  | ed. Littlehales                                   |
| ES 67         | Three Kings’ Sons, a prose romance, Part 1; Engl. from French, David Aubert poss. author; Harl. ms. 326 | 1500 ca.                        | Aubert; ed. Furnivall                             |
| ES 68         | Melusine, the prose romance, Part 1; by Jean D’Arras, 1382-1394 French; Engl. transl. 1500 | 1500                            | ed. Donald                                        |
| OS 106        | The Fire of Love & Mending of Life, (Christian) transl. by Richard Rolle | 1435                            | Rolle                                             |
| OS 107        | English Conquest of Ireland, Part 1, period of 1166-1185; transl. from Expugnatio Hibernica of Giraldus Cambrensis, 13th cent.                                                                                       | 1425 and 1440                   | ed. Furnivall                                     |
| ES 69         | Assembly of the Gods by Lydgate; Christian sermon but lists many Gods; Trin. Coll. Camb. R.3.19 | 1420                            | Lydgate; ed. Triggs                               |
| ES 70         | Digby Mysteries (4 Plays, some with 2 parts), Christian with humour, incl. note on Chester dragon | 1480-90                         | ed. Furnivall                                     |
| OS 108        | Child Marriages and Divorces, Troth plights, Chester Depositions (court cases) | 1600                            | ed. Furnivall                                     |
| OS 109        | Prymer or Lay Folks’ Prayer Book, Part 2 (notes on the text), (see OS 105) | 1420-30 ca.                     | ed. Littlehales                                   |
| ES 71         | Towneley Plays (32 plays, Creation to hanging of Judas), poss. by Black Austins, composed c. 1388, ms. of 1450 | 1388                            | Guildsmen; ed. England                            |
| ES 72         | Hoccleve’s Regiment of Princes, lecture to kings, Harleian ms. 4866; and 14 Christian poems; Egerton ms. 615 | 1411-12                         | Hoccleve; ed. Furnivall                           |
| ES 73         | Hoccleve’s Minor Poems, Part 2, (Christian except poems to Lady Money), Ashburnham Add. MS 133 (ES 61 is Part 1) | 15. Jhd. ?                      | Hoccleve, ed. Gollancz                            |
| OS 110        | Bede’s Ecclesiastical History, in Old English, Part 2, sect. I, variant readings |                                 | Bede                                              |
| OS 111        | Bede’s Ecclesiastical History, in Old English, Part 2, sect II, variant readings |                                 | Bede                                              |
| ES 74         | Secreta Secretorum, (Advice to Kings), 3 prose versions (see preface to ES 66 for info) | 1400, 1422, 1498                | ed. Steele                                        |
| ES 75         | Speculum Gy de Warewyke (Mirror to Guy of Warwick, Christian advice); anon., inspired by Alcuin; Harleian ms. 525 | 1327- 1400                      | anon., ed. Morrill                                |
| OS 112        | Merlin, Part 4, the actual text, [matter of Arthur] |                                 |                                                   |
| OS 113        | Queen Elizabeth’s Englishings (translations) of Boethius (Latin), Plutarch (Greek) and Horace (Latin) | 1593- 1598                      | Elizabeth R; ed. Pemberton                        |
| ES 76         | George Ashby’s Poems (reflections on prison; advice to prince; aphorisms) | 1463, 1470                      | Ashby; ed. Bateson                                |
| ES 77         | Pilgrimage of the Life of Man, Part 1, by Guillaume De Gilleville, French orig.; Christian allegory, (with ES 83, 92 = 731 pages)                                                                                    | 1426                            | Lydgate, transl.; ed. Furnivall and Locock        |
| ES 78         | Life and Death of Mary Magdalene; Harl. ms. 6211 and Rawl. 41 in Bodley | 1620                            | Thomas Robinson; ed. Sommer                       |
| OS 114        | Ælfric’s Metrical Lives of Saints, de Temporibus, part 4, Cott. ms. Julius E. vii. (Vol. 1, p. 1-223; Vol. 2 p. 225-474 in this volume.) (See also OS 76, 82, 94; the last part is in OS 260)                        | 996-7                           | Ælfric; ed. Skeat                                 |
| OS 115        | Jacob’s Well, Part 1 (Christian rant about tithing, etc.) | 1440                            | ed. Brandeis                                      |
| OS 116        | Martyrology in Old English, text from 900 CE, mss. from 10th and 11th | 10. & 11. Jhd.                  | ed. Herzfeld                                      |
| ES 79         | Dialogues in English and French (travelers’ phrases), by William Caxton, orig. French & Flemish of 1378 | 1483                            | Caxton; ed. Bradley                               |
| ES 80         | Two Nightingale Poems, by Dan John Lydgate, Christian allegory | 1446                            | Lydgate; ed. Glauning                             |
| ES 80a        | Bruce; Selections from Barbour’s Bruce (Books I-X) (see ES 11) |                                 | Barbour                                           |
| ES 81         | English Works of John Gower, Part 1, Confessio Amantis, part 1 (see ES 82), Bodley Fairfax ms. | 1393                            | Gower; ed. Macaulay                               |
| OS 117        | Minor Poems of the Vernon MS. Part 2, mostly Christian; Little Cato; Stations of Rome etc., Of Women Cometh is Worldes Weal, see OS 98                                                                               |                                 |                                                   |
| OS 118        | Lay Folks’ Catechism, in 2 parts, texts by Thoresby in Latin with transl. by Taystek; and texts by Peckham and Wycliffe                                                                                              | 13., 14. Jhd.                   | ed. Simmons                                       |
| OS 119        | Handlyng Synne by Robert of Brunne, and its French original “Manuel de Pecche,” Part 1, (see OS 123) | 1303                            | Robert of Brunne                                  |
| ES 82         | English Works of John Gower, Part 2; Confessio Amantis part 2 and poem In Praise of Peace (see ES 81) | 1393                            | Gower; ed. Macaulay                               |
| ES 83         | Pilgrimage of the Life of Man, Part 2, by Guillaume De Gilleville, (see ES 77) | 1426                            | Lydgate, transl.; ed. Furnivall                   |
| ES 84         | Reson and Sensuallyte, Vol. 1 (Reason and Sensuality, text); by Danne Lydgate; Christian morality but with many Goddesses; Bodley Fairfax ms. 16 and BM Add ms. 29,729 (EETS publ. 1901)                             | 1450 ca.                        | Lydgate; ed. Sieper                               |
| OS 120        | Rule of St. Benet (Benedict) in 3 versions, northern prose and verse, and Caxton’s summary, see OS 90 | 15. Jhd.                        | Caxton; ed. Kock                                  |
| OS 121        | Laud Ms Troy-Book, Part 1 up to line 10,876, a romance (retelling of Iliad); Bodley ms. Laud misc. 595 (see OS 122)                                                                                                  | 1400                            | ed. Wülfing                                       |
| ES 85         | Poems by Alexander Scott, 2 poems to May, rest are love poems (Scotland) | 1568                            | Scott; ed. Donald                                 |
| ES 86         | Poems by William of Shoreham, Part 1, all Christian | 1320                            | William of Shoreham; ed. Konrath                  |
| ES 87         | Two Coventry Corpus Christi Plays (1. Nativity; 2. Presentation in Temple, etc.; also speeches of King Arthur, etc.)                                                                                                 | 1534?                           | ed. Craig                                         |
| OS 122        | Laud Ms Troy-Book, Part 2 is lines 10,877 to 18,664; no notes! see OS 121 | 1400                            | ed. Wülfing                                       |
| OS 123        | Handlyng Synne and its French original, Part 2 (see OS 119) | 1303                            | Robert of Brunne                                  |
| ES 88         | Le Morte Arthur, a romance in stanzas from French orig. of Lancelot, BM Harley ms. 2252 | 14. Jhd.                        | ed. Bruce                                         |
| ES 89         | Reason and Sensuality, Vol. 2, all notes (Vol. 1 is ES 84) | 1450 ca.                        | Lydgate; ed. Sieper                               |
| ES 90         | English Fragments from Latin Medieval Service-Books, 2 color plates and 9 pages of wedding, visiting the sick, etc.                                                                                                  | 15th?                           | ed. Littlehales                                   |
| OS 124        | Twenty-Six Political and other Poems, Part 1, by an anon. abbot, Digby Ms.102, and Douce 322 | 1400 ca.                        | anon; ed. Kail                                    |
| OS 125        | Medieval Records of a London City Church, St. Mary-at-Hill, Part 1 (see OS 128) | 1420- 1559                      | ed. Littlehales                                   |
| OS 126        | An Alphabet of Tales in northern English, Part 1 is to p. 260; transl from Latin Alphabetum Narrationum, mostly saints tales, BM Add ms. 25,719 (OS 127)                                                             | 15. Jhd.                        | ed. Banks                                         |
| ES 91         | Macro Plays: 1. Mankind (c. 1475), 2. Wisdom (c. 1460), 3. Castle of Perseverance (c. 1425) raucous | 15. Jhd.                        | ed. Furnivall and Pollard                         |
| ES 92         | Pilgrimage of the Life of Man, Part 3, by Guillaume De Gilleville, French orig.; Christian allegory, (with ES 77, 83 = 731 pages)                                                                                    | 1426                            | Lydgate, transl.                                  |
| ES 93         | Romance of Merlin, Part 1, a Middle English metrical romance from French, Ms 80 at Corpus Christi College | 1450 ca.                        | Lovelich; ed. Kock                                |
| OS 127        | An Alphabet of Tales in northern English, Part 2, text p. 261-532 (see OS 126) | 15. Jhd.,                       | ed. Banks                                         |
| OS 128        | Medieval Records of a London City Church, St. Mary-at-Hill, Part 2 (OS 125 is Part 1) | 1420- 1559                      | ed. Littlehales                                   |
| OS 129        | English Register of Godstow Nunnery, Part 1, Bodley Rawlinson ms. B 408 | 1450 ca.                        | ed. Clark                                         |
| ES 94         | Respublica, a play, at the accession of Queen Mary, a political allegory, Macro ms. 115 | 1553                            | ed. Magnus                                        |
| ES 95         | History of the Holy Grail, Part 5 of 5, see ES 20 | 1450                            | Lovelich                                          |
| ES 96         | Mirk’s Festial, a collection of Homilies in Middle English, part 1, text and glossary; Bodl. ms. Gough, Eccl. Top 4, et al.; standard saints’ tales                                                                  | ca. 1400                        | Mirk, John; ed. Erbe                              |
| OS 130        | English Register of Godstow Nunnery, Part 2, Bodley Rawlinson ms. B 408 (see OS 129) | 1450 ca.                        | ed. Clark                                         |
| OS 131        | Brut or the Chronicles of England (legendary up to 1479), Part 1, Ms. Rawl. B.171, Bodley (167 ms. in Latin, French, English)                                                                                        | 1377, einige Teile weit älter   | ed. Brie                                          |
| OS 132        | Works of John Metham; treatises on Palmistry, Physiognomy, Days of the Moon; and the Romance of Amoryus and Cleopes                                                                                                  | 1448 ca.                        | Metham; ed. Craig                                 |
| ES 97         | Lydgate’s Troy Book (= Iliad), Part 1 (Prologue, Book I, Book II), transl. from Latin Historia Destructionis Troiae of Guido delle Colonne of 1287, various mss.                                                     | 1412-20                         | Lydgate; ed. by Bergen                            |
| ES 98         | Magnyfycence [Magnificence], by John Skelton, a dull moral play | 1520 ca.                        | Skelton; ed. Ramsey                               |
| ES 99         | Romance of Emáre, a Breton Lay in English | ca. 1400                        | ed. Rickert                                       |
| OS 133        | English Register of Oseney Abbey, Part 1, text, giving origin and properties, forged | 1460                            | ed. Clark                                         |
| OS 134        | Coventry Leet Book, Part 1, or Mayor’s Register; legislative or city records (also OS 135, 138 and 146) | 1420- 1555                      | ed. Harris                                        |
| ES 100        | Harrowing of Hell (1250) and Gospel of Nicodemus (15th cent.) |                                 | ed. Hulme                                         |
| ES 101        | Songs and Carols of Richard Hill, from the Balliol Ms. 354, from various sources |                                 | Hill; ed. Dyboski                                 |
| OS 135        | Coventry Leet Book, Part 2, (see OS 134) | 1420- 1555                      | ed. Harris                                        |
| OS 135b       | Piers Plowman, scholarly arguments on authorship | modern                          |                                                   |
| OS 136        | Brut or the Chronicles of England, Part 2, 1333-1479; summary of contents for part 2 begins on p. ix | 1377+ contemp.                  | ed. Brie                                          |
| ES 102        | Promptorium Parvulorum, the first English-Latin dictionary by Galfridus Anglicus | 1498                            | Galfridus; ed. Mayhew                             |
| ES 103        | Lydgate’s Troy Book, Part 2, (Book 3, starts on p. 395), see ES 97 | 1412-20                         | Lydgate; ed. Bergen                               |
| OS 137        | Twelfth Century Homilies, Part 1, Ms. Bodley 343, O.E. text and transl. (see OS 302 for part 2?) | 12. Jhd.                        | ed. Belfour                                       |
| OS 138        | Coventry Leet Book, Part 3, (see OS 134) | 1420- 1555                      | ed. Harris                                        |
| ES 104        | Non-Cycle Mystery Plays: Play of the Sacrament and the Pride of Life, also fragments. | 15. Jhd.                        | ed. Waterhouse                                    |
| ES 105        | Tale of Beryn, with the Pardoner and Tapster, long clever tale in style of Chaucer | 14. Jhd.                        | ed. Furnivall                                     |
| OS 139        | Treatises on Fistula in Ano [Anus] by John Arderne | 1376                            | Arderne; ed. Power                                |
| OS 139b - f   | Piers Plowman Controversy, on authorship, several authors | modern                          | various scholars                                  |
| OS 140        | Lives of St. Augustine, and of St. Gilbert Sempringham, and a sermon, some transl. by John Capgrave, some orig. | 1422 ca.                        | Capgrave; ed. Munro                               |
| ES 106        | Lydgate’s Troy Book, Part 3 (Books IV and V, starts on p. 563), see ES 97 | 1412- 1420                      | Lydgate; ed. Bergen                               |
| ES 107        | Lydgate’s Minor Poems, Part 1, religious poems, saints calendar, etc. | 15. Jhd.                        | Lydgate; ed. MacCracken                           |
| OS 141        | Erthe upon Erthe, simple rhyme in multiple versions, morose | 14. Jhd.                        | ed. Murray                                        |
| OS 142        | English Register of Godstow Nunnery, Part 3, notes on the texts, see OS 129 | 1450 ca.                        | ed. Clark                                         |
| OS 143        | Prose Life of Alexander, with Dindimas, etc., no preface, Thornton ms. |                                 | ed. Westlake                                      |
| ES 108        | Siege of Thebes, Part 1; text, by Lydgate, written to fill out Chaucer | 1420 ca.                        | Lydgate                                           |
| ES 109        | Partonope of Blois, a magical romance in prose, many versions, 12th French orig. | 15. Jhd.                        | ed. Bodtker                                       |
| OS 144        | English Register of Oseney Abbey, Part 2, notes and glossaries | 1460                            | ed. Clark                                         |
| OS 145        | Northern Passion, Part 1, texts | 1300 ca.                        | ed. Foster                                        |
| ES 110        | Caxton’s Mirror of the World |                                 | Caxton                                            |
| ES 111        | History of Jason by William Caxton, with woodcut of Medea | 1477 ca.                        | Caxton                                            |
| OS 146        | Coventry Leet Book, Part 4, (see OS 134) | 1420- 1555                      | ed. Harris                                        |
| OS 147        | Northern Passion, Part 2; notes, glossaries, and addtl. texts | 1300 ca.                        | ed. Foster                                        |
| ES 112        | Romance of Merlin, Part 2, romantic nonsense by Henry Lovelich, Corpus Chr. ms. 80 (OS 185 is Part 3) [matter of Arthur]                                                                                             | 1450                            | Lovelich; ed. Kock                                |
| ES 113        | Poems by Sir John Salusbury and by Robert Chester: Love’s Martyr, erotic Elizabethan love poetry, flower poems | 16. Jhd.                        | Salusbury & Chester; intro. Brown                 |
| OS 148        | Curtesy Book and 2 Franciscan Rules: for the Tertiaries of St. Frances and for the Sisters Minouresses (St. Clare)                                                                                                   | 15. Jhd.                        | ed. Chambers and Seton                            |
| OS 149        | Lincoln Diocese Documents, mostly wills, leases, disciplinary acts, widows’ vows | 1450- 1544                      | ed. Clark                                         |
| OS 150        | Rule of Chrodegang (bishop of Metz, 742-766); Capitula of Theodulf (bishop of Orleans, 785-818); Epitome of Benedict of Aniane (750-821), monastic rules with Latin and Old English texts for each                   | 11. Jhd. übers.                 | ed. Napier                                        |
| ES 114        | Gild of St. Mary, Lichfield: ordinances, for alms, Tailors’ Gild, etc. (guilds) | 1387- 1538                      | ed. Furnivall                                     |
| ES 115        | Chester Plays, Part 2, starts on p. 241; each play by different group, e.g. fishmongers (ES 62 is part 1) | 1591 ca.                        | ed. Matthews                                      |
| OS 151        | Lanterne of Light, a Lollard tract, attrib. to Wyclif but later, Ms. Harley 2324 | 1409 ca.                        | anon.; ed. Swinburn                               |
| OS 152        | Homilies in Early English before Ælfric, Cotton Vesp. D. xiv | 12. Jhd.                        | ed. Warner                                        |
| ES 116        | Pauline Epistles, Latin vulg. text with Engl. transl., MS Parker 32 at Corp. Chr. Cambridge | 15. Jhd.                        | ed. Powell                                        |
| ES 117        | Life of Fisher, MS. Harl. 6382, executed for treason by Henry VIII | 1535 ca.                        | ed. Bayne                                         |
| OS 153        | Mandeville’s Travels, Part 1 - text, from French of Jean d’Outremeuse; BM Cotton Titus c. xvi | 14. Jhd.                        | ed. Hamelius                                      |
| OS 154        | Mandeville’s Travels, Part 2 - notes; see OS153 | 14. Jhd.                        | ed. Hamelius                                      |
| ES 118        | Earliest Arithmetics in English “Crafte of Nombrynge” etc. some in Latin; Egerton ms. 2622 | 15. Jhd.                        | ed. Steele                                        |
| ES 119        | The Owl and Nightingale | 12. Jhd.                        | ed. Gratton and Sykes                             |
| OS 155        | The Wheatley Ms., religious verse and prose, by Richard Maydenstoon, BM Add ms. 39,574 | 15. Jhd.                        | Maydenstoon; ed. Day                              |
| ES 120        | Ludus Coventriae, or the Plaie [Plays] called Corpus Christi; 42 short plays, Cotton Vesp. D. viii | 15. Jhd.                        | unknown; ed. Block                                |
| OS 156        | Donet, by Reginald Pecock, (see OS 164) |                                 | Pecock                                            |
| ES 121        | Fall of Princes, Part 1, Lydgate’s transl. of French intermediate from Boccaccio’s De Casibus Virorum Illustrium c.1360; Ms Bodley 263B, mainly on Roman emperors                                                    | 1431- 1439                      | Lydgate                                           |
| ES 122        | Fall of Princes, Part 2 (see Part 1 which is ES 121) | 1431- 1439                      | Lydgate                                           |
| OS 157        | Pepysian Gospel Harmony (of the Life of Christ), Ms. Pepys 2498 | 1400 ca.                        | ed. Goates                                        |
| OS 158        | Meditation on the Life and Passion of Christ, BM Ms. Add. 11307 | 14. Jhd.                        | ed. D’Evelyn                                      |
| ES 123        | Fall of Princes, Part 3 (see Part 1 which is ES 121) | 1431- 1439                      | Lydgate                                           |
| ES 124        | Fall of Princes, Part 4 (see Part 1 which is ES 121) | 1431- 1439                      | Lydgate                                           |
| OS 159        | Vices and Virtues, (Holi Maidenhead), Part 2, notes and glosses (see OS 89) | 1200                            | ed. Holthausen                                    |
| ES 125        | Siege of Thebes, Part 2, only notes, no text (ES 108 is Part 1) | 1420                            | Lydgate; ed. Erdmann & Ekwall                     |
| ES 126        | Lydgate’s Troy Book, Part 4, by Lydgate, all notes and glossaries | 1412-20                         | Lydgate; ed. Bergen                               |
| OS 160        | Old English Heptateuch (Latin Vulgate and OE), and Aelfric’s Treatise on the Old & New Testament, with a transl. by Wm. L’Isle, 1623; MS Cott. Claud. B. IV                                                          | 11. Jhd.                        | Aelfric; ed. Crawford                             |
| OS 161        | Three Old English Prose Texts plus Latin orig.: Letter of Alexander; Great Wonders of the East; and Life of St. Christopher, MS Cotton Vit. A. xv                                                                    | scribe of Beowulf               | ed. Rypins                                        |
| OS 162        | Pearl, Cleanness, Patience and Sir Gawain, Facsimile of MS Cotton Nero A. x, [matter of Arthur] | 14. Jhd.                        | Gawain poet; ed. Gollancz                         |
| OS 163        | Book of the Foundation of St. Bartholmew’s Church in London, BM Cotton Vesp. B.ix. (Latin, late 12th) | 14. Jhd.                        | ed. Moore                                         |
| OS 164        | Folear to the Donet, (see OS 156) |                                 | Pecock                                            |
| OS 165        | Chinon of England, an Arthurian romance by Christopher Middleton; The Assertion of King Arther, transl. by Robinson from Leland’s Assertion Arturii [matter of Arthur]                                               | 1597                            | Middleton & Robinson; ed. Mead                    |
| OS 166        | Stanzaic Life of Christ, MS. Harley 3909, relates to Christian festivals | 14. Jhd.                        | ed. Foster                                        |
| OS 167        | Dialogue inter Militern et Clericum, and a Sermon by FitzRalph transl. by John Trevisa; also Bygynnyng of the World                                                                                                  | 1387 ca.                        | Trevisa, transl.; ed. Perry                       |
| OS 168        | Book of the Ordre of Chyualry by William Caxton from French Le Livre de Chevalerie by Ramón Lull | 1483-5                          | Caxton & Loutfut; ed. Byles                       |
| OS 169        | Southern Passion; Pepysian Ms. 2344 at Magdalene Coll. Camb. | 1300 ca.                        | ed. Brown                                         |
| OS 170        | The Consolation of Philosophy, by Boethius; transl by Walton; Lincoln Cathedral MS A.4.11 | 15. Jhd.                        | Walton transl.; ed. Science                       |
| OS 171        | Reule of Christen Religion |                                 | Pecock                                            |
| OS 172        | Seege or Batayle of Troye, metrical romance in various versions, one poss. by minstrel Jamys | 15. Jhd.                        | ed. Barnicle                                      |
| OS 173        | Pastime of Pleasure by Stephen Hawes, an allegory of the Seven Arts | 1509                            | Hawes, ed. Mead                                   |
| OS 174        | Life of St. Anne, stanzaic version | 14. Jhd.                        | ed. Parker                                        |
| OS 175        | Eclogues of Alexander Barclay; translation of “Misery of Courtiers” | 1513                            | Barclay                                           |
| OS 176        | Caxton’s Prologues and Epilogues |                                 | Caxton                                            |
| OS 177        | Byrhtferth’s Manual [on Astronomy], Ashmole ms. 328, with pictures | 1011                            | Byrhtferth                                        |
| OS 178        | Revelations of St. Birgitta (Swedish nun), also a life of her, and a salutation by John Audelay | 15. Jhd.                        | ed. Cumming                                       |
| OS 179        | Castell of Pleasure by William Nevill, love nonsense, with picture | 15. Jhd.                        | Nevill; ed. Cornelius                             |
| OS 180        | Apologye of Syr Thomas More, includes Treatise concerning the division between spiritualtie and temporaltie | 1533                            | ed. Taft                                          |
| OS 181        | Dance of Death, poems (pictures and dances described but not included) | 1312f; 1485                     | ed. Warren and White                              |
| OS 182        | Speculum Christiani |                                 |                                                   |
| OS 183        | Northern Passion, Supplement (OS 145, 147, parts 1 & 2) | 1350 ca.                        | ed. Heuser & Foster                               |
| OS 184        | Poems of John Audelay, all Christian, with carols for saints; Bodley MS Douce 302 |                                 | Audelay; ed. Whiting                              |
| OS 185        | Romance of Merlin, Part 3, starts on p. 417, text, no notes; Corp. Chr. College MS 80 (see ES 112) [matter of Arthur]                                                                                                | 1450                            | Lovelich; ed. Kock                                |
| OS 186        | Life and Death of Sir Thomas Moore (More) by Nicholas Harpsfield | 1557                            | Harpsfield; ed. Hitchcock                         |
| OS 187        | Vulgaria of Stanbridge and of Whittington, (phrases to teach Latin to children), in Latin and Middle English | 1488, 1530                      | Stanbridge, Whittington, et alia; ed. White       |
| OS 188        | Siege of Jerusalem, metrical romance, Romans against the Jews, several mss. | 15. Jhd.                        | ed. Kölbing and Day                               |
| OS 189        | Fayttes of Armes and of Chyualrye (Feats of Arms and Chivalry) by Christine de Pisan (1408-9); transl. by William Caxton                                                                                             | 1489                            | Caxton transl.; ed. Byles                         |
| OS 190        | English Medieval Lapidaries; 7 different texts; OE 11th with mod. transl. and no magic, others from 12th, 15th, 16th have magic properties                                                                           | 11.- 16. Jhd.                   | ed. Evans and Serjeantson                         |
| OS 191        | Seven Sages of Rome, southern version | 13. Jhd.                        | ed. Brunner                                       |
| OS 191a       | On the Continuity of English Prose |                                 |                                                   |
| OS 192        | Minor Poems of Lydgate, Part 2, Secular Poems | 15. Jhd.                        | Lydgate; ed. MacCracken                           |
| OS 193        | Seinte Marharete (Saint Margaret) fd 7/13 | 13. Jhd.                        | ed. Mack                                          |
| OS 194        | Exeter Book, Part 2 |                                 | ed. Mackie                                        |
| OS 195        | Quatrefoil of Love, (Christian gibberish about virginity) | 14. Jhd.                        | ed. Gollancz & Weale                              |
| OS 196        | Anonymous Short English Metrical Chronicle, from Brutus to 1307 | 1307, 1340                      | ed. Zettl                                         |
| OS 197        | Life of Sir Thomas Moore (More) by William Roper | 16. Jhd.                        | Roper; ed. Hitchcock                              |
| OS 198        | Firumbras and Otuel and Roland, two metrical romances, MS. BM Add. 37492 [matter of Charlemagne] | 15. Jhd.                        | ed. O’Sullivan                                    |
| OS 199        | Mum and the Sothsegger, politics, part of Richard the Redeless, BM Add. MS. 41666 | 1399                            | ed. Day and Steele                                |
| OS 200        | Speculum Sacerdotal, instructions to priests, based on Legend Aurea, etc.; BM Add. Ms. 36791 | 15. Jhd.                        | ed. Weatherly                                     |
| OS 201        | Knyghthode and Bataile (Knighthood and Battle), verse paraphrase of De Re Militari (4th Latin orig.) | 1457-60                         | ed. Dyboski and Arend                             |
| OS 202        | Palsgrave’s Acolastus | 1540                            | Palsgrave; ed. Carver                             |
| OS 203        | Amis and Amiloun, romance of twins, trad. tales found in all European lang. | 1330 Engl.                      | ed. Leach                                         |
| OS 204        | Valentine and Orson, a prose romance, from a French orig. of 1475-1489 [matter of Charlemagne] | 1548-58                         | Watson, transl.; ed. Dickson                      |
| OS 205        | Tales from the Decameron: Tale of Guiscardo and Ghismonda and Tale of Titus and Gisippus | 15. Jhd.                        | Gilbert Banester; ed. Wright                      |
| OS 206        | Legendys of Hooly Wummen by Osbern Bokenham, (Legends of Holy Women), Ms. Arundel 327; snuff porn | 15. Jhd.                        | Bokenham; ed. Serjeantson                         |
| OS 207        | Liber de Diversis Medicinis |                                 |                                                   |
| OS 208        | Parker Chronicle and Laws; Anglo-Saxon Chronicles from 60 BCE - 1093, in holograph; genealogy, laws, pope list. Corpus Christi College Camb. MS 173                                                                  | 1093                            | Alfred; ed. by Flower and Smith                   |
| OS 209        | Middle English Sermons from BM MS Roy. 18 B. xxiii |                                 | ed. Ross                                          |
| OS 210        | Sir Gawain and the Green Knight (again), [matter of Arthur], BM Cotton Nero A.x. |                                 | Gawain poet; ed. Gollancz                         |
| OS 211        | Dicts and Sayings of the Philosophers |                                 |                                                   |
| OS 212        | Book of Margery Kempe, Vol. 1; her autobiography, Christian | 15. Jhd.                        | ed. Meech and Allen                               |
| OS 213        | Ælfric’s de Temporibus Anni, “Times of the Year” wind, rain, zodiac, geog. of India | ca. 992                         | Ælfric; ed. Henel                                 |
| OS 214        | Forty-six Lives, transl. by Morley from Boccaccio’s De Claris Mulieribus, with Latin underneath (Juno, Rhea, Illia, etc.)                                                                                            | gest. 1556                      | Morley; ed. Wright                                |
| OS 215        | Charles of Orleans, English Poems, Part 1; texts; BM Harley 682, repetitive love poems; Part 2 is OS 220 | ca. 1440                        | Charles of Orleans; ed. Steele                    |
| OS 216        | Ancrene Riwle in Latin, instruction in Christian theology for lay folk; Merton College MS 44; BM Cotton Vitellius E. vii                                                                                             |                                 | ed. d’Evelyn                                      |
| OS 217        | Book of Vices and Virtues, transl. of Somme le Roi by Lorens d’Orleans, 13th; includes how to bury a dolphin | 14. Jhd.                        | ed. Francis                                       |
| OS 218        | Cloud of Unknowing, and Book of Privy Counselling, Christian | ca. 1500                        | ed. Hodgson                                       |
| OS 219        | Ancrene Riwle, in French, Cotton Vitellius, F.vii, |                                 | ed. by J.A.Herbert                                |
| OS 220        | Charles of Orleans, English Poems, Part 2 (notes on the text), see OS 215 | ca. 1440                        | Charles of Orleans; ed. Steele, Day               |
| OS 221        | Romance of Sir Degrevant, metrical romance by unk. minstrel; MS Lincoln Cath. A.5.2 ; Camb. Univ Ff. I 6 | ca. 1400                        | ed. Casson                                        |
| OS 222        | Life of Syr Thomas More, by Ro.Ba = Roger Bacon? MS Lambeth 179 & others | 1599?                           | Bacon?; ed. Hitchcock, Hallett, Reed              |
| OS 223        | Tretyse of Loue [and other religious treatises] based on Ancrene Riwle, publ. by Wynkyn de Worde | ca. 1494                        | ed. John Fisher                                   |
| OS 224        | Athelston: a Middle English Romance; Ms. 175 Gonville and Caius Coll. Camb. | ca. 1370                        | ed. Trounce                                       |
| OS 225        | Ancrene Riwle, in English; Cotton Nero A. 14, poss. Winchcombe Abbey | ca. 1125                        | ed. Day, Herbert                                  |
| OS 226        | Respublica, an interlude for Christmas, attrib. to Nicholas Udall. A Macro play, reedited, see ES 94 | 1553                            | Udall; ed. Greg                                   |
| OS 227        | Kyng Alisaunder, Vol. 1, text; from sev. Mss. including Bodley Laud misc. 622 (Vol. 2 is OS 237) | 14. Jhd.                        | ed. Smithers                                      |
| OS 228        | Metrical Life of St. Robert of Knaresborough with other pieces (intro. Trinitarians to England) BM Ms. Egerton 3143                                                                                                  | spätes 15. Jhd.                 | ed. Joyce Bazire                                  |
| OS 229        | Ancrene Riwle, in English; Gonville and Caius College MS. 234/120 | ca. 1250+                       | ed. Wilson                                        |
| OS 230        | Life of St. George, verse transl. by Alexander Barclay, from Georgius by Spagnuoli; Trinity College, Camb. ms. | 1515                            | Barclay; ed. Nelson                               |
| OS 231        | Deonise Hid Diuinite [Hidden Divinity] and other treatises, transl. of Mystica Theologia by Dionysius the Areopagite                                                                                                 | 14. Jhd.                        |                                                   |
| OS 232        | Ancrene Riwle, in English, an adaptation for public, prob. by W.M.Lichfeld; BM Ms. Royal 8 C. i. | 15. Jhd.                        | ed. Baugh                                         |
| OS 233        | Bibliotheca Historica of Diodorus Siculus; 59 BCE, transl. by John Skelton, Vol. 1; BM Ms. Corpus Christ Cambridge 357 (OS 239)                                                                                      | ca. 1472+                       | Diodorus Siculus; ed. Salter, Edwards             |
| OS 234        | Paris and Vienne, a story, transl. by Wm. Caxton | 1485                            | Caxton                                            |
| OS 235        | South English Legendary, Vol. 1, (1/1 up to Martha) Corpus Christi MS 145 and BM Harley 2277, [native English saints, entertaining bunch of AS names]                                                                | 1300er und später               | ed. d’Evelyn, Mill                                |
| OS 236        | South English Legendary, Vol. 2, (St. Oswald to 12/31?) Corpus Christi MS 145 and BM Harley 2277, also Part 3 in OS 244; and OS 87; Menology order                                                                   | 1300er                          | ed. d’Evelyn, Mill                                |
| OS 237        | Kyng Alisaunder, Vol. 2, intro, notes; see OS 227 for Vol. 1. | 14. Jhd.                        | ed. Smithers                                      |
| OS 238        | Phonetic Writings of Robert Robinson | ca. 1617                        | Robinson; ed. Dobson                              |
| OS 239        | Bibliotheca Historica of Diodorus Siculus, transl. by John Skelton, Vol. 2; has an index of names, intro., notes and glossary                                                                                        | ca. 1472+                       | Diodorus Siculus; ed. Salter, Edwards             |
| OS 240        | Ancrene Riwle in French; Anglo-Norman versions; MS. Trinity Coll. Camb. MS R.14.7 | spätes 13. oder frühes 14. Jhd. | ed. Trethewey                                     |
| OS 241        | The Wohunge of Ure Lauerd, etc. [Wooing of Our Lord, Lovesong; Orison;, etc., mystical marriage] BM Cotton Titus D. xviii                                                                                            | frühes 13. Jhd.                 | anon.; ed. Thompson                               |
| OS 242        | Salisbury Psalter, a Gallican Psalter in Latin with O.E. interlinear glosses; replacing Aug. Roman text; psalms and hymns, Salisbury Cath. MS 150.                                                                   | 10. Jhd.                        | ed. Sisam and Sisam                               |
| OS 243        | Life and Death of Cardinal Wolsey |                                 |                                                   |
| OS 244        | South English Legendary, Vol 3, Intro. and Glossary, see OS 235-6. Corpus Christi MS 145 and BM Harley 2277 | ca. 1300                        | eds., d’Evelyn and Mill                           |
| OS 245        | Beowulf, facsimile, BM Ms Cotton Vitellius A. xv. |                                 |                                                   |
| OS 246        | Parlement of the Thre Ages, alliterative poem, Christian; BM Add MS. 31042 = “The Thornton ms.” and BM Add. 33994 | 15. Jhd.                        | ed. Offord                                        |
| OS 247        | “Facsimile of MS. Bodley 34” St. Katherine, St. Margaret, St. Juliana, Hali Meidhhad, Sawles Warde, MS Bodley 34 | erstes Viertel des 13. Jhd.     | ed. Ker                                           |
| OS 248        | The Lifliade and the Passiun of Seinte Iuliene; diplomatic text of part of OS 247, with a Latin correspondent | 1210                            | ed. D’Ardenne                                     |
| OS 249        | Ancrene Wisse, in Middle English; Corpus Christi Ms. 402 | 1200                            | ed. Tolkien                                       |
|               | Layamon’s Brut, Vol. 1, in Anglo-Saxon; BM Cotton Caligula A.1 x and Otho C. xiii, (OS 277 = Vol. 2) | 1200                            | Layamon; ed. Brook & Leslie                       |
| OS 251        | Owl and the Nightingale, facsimile; JC Oxford, MS 29 & BM Cot. Calig. A.ix | 2. Hälfte des 13. Jhd.          | ed. Ker                                           |
| OS 252        | “English Text of the Ancrene Rule” Ancrene Riwle, in English, & Lanhydrock fragment, 1 page; BM Cot. Titus D. xviii                                                                                                  | 2. Viertel des 13. Jhd.         | ed. Mack                                          |
| OS 253        | Mandeville’s Travels, Bodley version |                                 |                                                   |
| OS 254        | Ywain and Gawain, trans. by minstrel; of Yvain, Le Chevalier au Lion by Chrétien de Troyes [matter of Arthur], Cot. Galba E.ix. Versions in Welsh, MHGerm, Norse, Swedish and Danish.                                | 1. Viertel des 15. Jhd.         | ed. Friedman & Harrington                         |
| OS 255        | “Facsimile of BM Ms. Harley 2253” e.g. Harley Lyrics in Middle English, secular and religious lyrics and misc. other; Anglo-Norman language, fabulous                                                                | 1340 ca.                        | ed. Ker                                           |
| OS 256        | Sir Eglamour of Artois, a romance; Linc. Cath. Ms. 91 & Cot. Caligula, A. II | spätes 14. Jhd.                 | ed. Richardson                                    |
| OS 257        | Praise of Folie by Erasmus, transl. from Latin by Sir Thomas Chaloner | 1530                            | Chaloner; ed. Miller                              |
| OS 258        | Orcherd of Syon, [Orchard of Zion] Vol. 1, text, transl. of the Dialogue of St. Catherine of Siena “mystical”, by Wynken de Worde; BM Harley 3432                                                                    | 15. Jhd.                        | ed. Hodgson, Leigey                               |
| OS 259        | Homilies of Ælfric, A Supplementary Collection; Vol. 1, (up to p. 491); in Old English | ca. 1005                        | Ælfric; ed. Pope                                  |
| OS 260        | Homilies of Ælfric, A Supplementary Collection; Vol. 2, (p.493 to end); in Old English. (This volume includes part 5 of Ælfric’s Metrical Lives of Saints, the section on False Gods, see OS 76, etc.)               | ca. 1005                        | Ælfric; ed. Pope                                  |
| OS 261        | Lybeaus Desconus, by Thomas Chestre, an Arthurian romance, MS. Cot. Caligula, A. II & Lambeth Palace ms. 306 | 1375-1400                       | Chestre; ed. Mills                                |
| OS 262        | Macro Plays, the Castle of Perseverance, Wisdom, and Mankind, a repub of ES 91; Folger Ms. V.a. 354 | 1440                            | ed. Eccles                                        |
| OS 263        | History of Reynard the Fox, transl. by Wm. Caxton from Dutch orig. |                                 | Caxton; ed. Blake                                 |
| OS 264        | Epistle of Othea [Athena], by Christine de Pisan, transl. by Stephen Scrope |                                 | Christine de Pisan; transl. Scrope                |
| OS 265        | Cyrurgie of Guy de Chauliac, Vol. 1, text; Latin orig. of 1363; English BN Paris Ms. anglais 25 | 15. Jhd.                        | Guy de Chauliac                                   |
| OS 266        | Wulfstan’s Canons of Edgar; Corpus Christi, Cambr. MS 201 | 11. Jhd.                        | Wulfstan                                          |
| OS 267        | Ancrene Riwle, in English; BM Cotton Cleopatra C.vi | 1227-8                          | ed. Dobson                                        |
| OS 268        | Of Arthour and of Merlin, Vol. 1, text; Auchinleck Ms. and others, Middle English transl. from French poss by Robt de Boron [Arthur and Merlin] (see OS 279)                                                         | 1330                            | ed. Macrae-Gibson                                 |
| OS 269        | Mandeville’s Travels, Metrical Version; orig. comp. c. 1357; MS Coventry Corporation Record Office | 1375-1460                       | ed. Seymour                                       |
| OS 270        | Le Traité de l’Esperance (Treatise of Hope) and Le Quadrilogue Invectif, Vol. 1, text; French orig. by Alain Chartier, 1422 and 1428; anon. transl. to English. (Vol. 2 is OS 281)                                   | 15. Jhd.                        | Chartier; ed. Blayney                             |
| OS 271        | Minor Poems of Stephen Hawes; advice, coronation of Henry VIII | 16. Jhd.                        | Hawes; eds. Gluck, Morgan                         |
| OS 272        | Ordinal of Alchemy by Thomas Norton | 16. Jhd.                        | Norton; ed. Reidy                                 |
| OS 273        | Cely Letters, 1472-1488; correspondence of merchants in the wool trade | 1472 ff                         | Cely family; ed. Hanham                           |
| OS 274        | Ancrene Riwle, in Middle English, Magdalene College, Pepys Ms 2498 | 1240 ca.                        | ed. Zettersten                                    |
| OS 275        | Dives and Pauper, Vol. 1, Part 1; introduction and text; prose treatise in dialogue form on 10 commandments (see OS 280 for Part 2)                                                                                  | 1405-1410                       | ed. Barnum                                        |
| OS 276        | Secretum Secretorum, Vol. 1, text in 9 versions; pseudo Aristotle, English from Latin 12th cent earliest; from Arabic of 10th.                                                                                       | 12. Jhd., varies                | ed. Mahmoud A. Manzalaoui                         |
| OS 277        | Layamon’s Brut, Vol. 2, text; lines 8021 to end (OS 250 is Vol. 1) | 1200                            | Layamon; ed. Brook, Leslie                        |
| OS 278        | Ayenbite of Inwyt, Vol. 2; introduction, notes, glossary. all Christian but with prophecies added in. Transl. poss by Dan Michael of Somme le Roi, of 1280. (see OS 23)                                              | 1340                            | Dan Michael; ed. Gradon                           |
| OS 279        | Of Arthour and of Merlin, Vol. 2, introduction, notes and glossary [Arthur and Merlin] see OS 268 | 1330                            | Robt de Boron; ed. Macrae-Gibson                  |
| OS 280        | Dives and Pauper, Vol. 1, Part 2, text; more commandments; see OS 275 | 1405-1410                       | ed. Barnum                                        |
| OS 281        | Le Traité de l’Esperance and Le Quadrilogue Invectif, Vol. 2, intro., notes, glossary (see OS 270) Treatise of Hope                                                                                                  | 1460                            | ed. Blayney                                       |
| OS 282        | Enchiridion Militis Christiani, in English transl., Latin orig. by Erasmus | 1534                            | Erasmus; ed. O’Donnell                            |
| OS 283        | Digby Plays or Late Medieval Religious Plays of Bodley Mss. Digby 133 and E. Museo 160, 6 plays, a republication |                                 | ed. Baker, Murphy, Hall                           |
| OS 284        | Hali Meihad | 1225-1250                       | ed. Millett                                       |
| OS 285        | Abbreviacion of Chronicles, by John Capgrave [Abbreviation of Chronicles, creation to 1417] | 1462-3                          | Capgrave; ed. Lucas                               |
| OS 286        | Herbarium and Medicina de Quadrupedibus, in Old English, with 5th cent. Latin orig. | 11.-12. Jhd.                    | ed. de Vriend                                     |
| OS 287        | De Institutione Inclusarum by Aelred of Rievaulx (Rule for Nuns, Latin orig. 1160) | 14.-15. Jhd.                    | Aelred; ed. Ayto and Barratt                      |
| OS 288        | Pilgrimage of the Lyfe of the Manhode, Vol. 1, intro, text of prose transl. (see OS 292) | 1400                            | ed. Henry                                         |
| OS 289        | Octovian, a romance | 1422-53                         | ed. McSparran                                     |
| OS 290        | Barlam and Iosaphat, saint’s tale by John of Damascene, based on Buddha’s life |                                 |                                                   |
| OS 291        | Liber Celestis of St. Bridget of Sweden, Vol. 1; preface and text, “Revelations” and a Life; BL Ms. Claudius B.1 | 1410-1420                       | ed. Ellis                                         |
| OS 292        | Pilgrimage of the Lyfe of the Manhode, Vol. 2, notes, biblio., glossary (see OS 288, also ES 92) |                                 | ed. Henry                                         |
| OS 293        | Richard Rolle: Prose and Verse, from Ms. Longleat 29, etc. | 1422                            | Rolle; ed. Ogilvie-Thomson                        |
| OS 294        | Lollard Sermons, 18 of them for various holidays |                                 | ed. Cigman                                        |
| OS 295        | Familiar Dialogue of the Friend and the Fellow; trans. of Alain Chartieris, French politics | 1475 ca.                        | ed. Blayney                                       |
| OS 296        | Recyt of the Ladie Kateryne (description of festivities) | 1501                            |                                                   |
| OS 297        | Wynnere and Wastoure, BL Ms. 31042 | 1350 ca.                        | ed. Trigg                                         |
| OS 298        | St. Patrick’s Purgatory, 2 versions of Owayne Miles; Vision of Wm. of Stranton; 12th Latin orig. | 14th                            | ed. Easting                                       |
| OS 299        | Physiologus, in Middle English from Theobald’s Physiologus in Latin; BL Ms. Arundel 292 | 1300                            | ed. Wirtjes                                       |
| OS 300        | Vercelli Homilies and Related Texts, some trans. from Latin, some composed in English, Anglo-Saxon | 10. Jhd.                        | ed. Scragg                                        |
| OS 301        | Two Wycliffite Texts: Sermon of Taylor and Testimony of Thorpe, 1407 | 1406                            | ed. Hudson                                        |
| OS 302        | Old English Homilies, some by Aelfric, from MS. Bodley 343 (a republication of OS 137 which was incomplete) | 1050                            | ed. Irvine                                        |
| OS 303        | Contemplations of the Dread and Love of God = Fervor Amoris | 1425                            | ed. Connolly                                      |
| OS 304        | Old English Version of the Gospels, Vol. 1, intro. and part of text (see OS 314) |                                 | ed. Liuzza                                        |
| OS 305        | Castelford’s Chronicle or the Boke of Brut, Vol. 1 (Intro. and Books I-VI) | 1327                            | Thomas Castleford; ed. Eckhardt                   |
| OS 306        | Castelford’s Chronicle or the Boke of Brut, Vol. 2 (Books VII-XII). incomplete, there may be a Vol. 3 | 1327                            | Thomas Castleford; ed. Eckhardt                   |
| OS 307        | Seven Psalms, transl. into English by Dame Eleanor Hull, all commentary | 1420er                          | ed. Barratt                                       |
| OS 308        | The Goodli History of the Ladye Lucres by Aeneas Silvius Piccolominin 1444 (later Pius II), medieval love romance | 1553                            | ed. Morrall                                       |
| OS 309        | Imitation of Christ; Engl. trans. of Imitatio Christi, poss. by Thomas á Kempis, Books I-III (incomplete) | 15. Jhd.                        | Thomas á Kempis; ed. Biggs                        |
| OS 310        | Ancrene Riwle, Vernon Text, Bodley MS. Eng. poet. a.1 | 1380-1400                       | ed. Zettersten, Diensberg                         |
| OS 311        | Sidrak and Bokkus, Vol. I; introduction; Prologue, Books I-II; old French book of prose knowledge, Q&A form, 1275 | 1450                            | ed. Burton                                        |
| OS 312        | Sidrak and Bokkus, Vol. II; Books III-IV, with commentary and glossary | 1450                            | ed. Burton                                        |
| OS 313        | Hoccleve’s Complaint and Dialogue, by Thomas Hoccleve; repub of part of ES 61 but from a different ms. | 1421-26                         | Hoccleve; ed. Burrow                              |
| OS 314        | Old English Version of the Gospels, Vol. 2, notes and glossary (text in OS 304) | 10. Jhd.                        | ed. Luizza                                        |
| OS 315        | Gilte Legend, Supplementary Lives, mainly Anglo-Saxon and Celtic saints; transl. of Jean de Vignay’s Légende Dorée (1333-40); transl. of Jacobus de Voragines’ Legende Aurea (1267), (Vol. I, II, are OS 327, 328)   | 1438                            | ed. Hamer & Russell                               |
| OS 316        | Ipomadon, a romance, Middle-English trans. of Ipomedon by Hue de Rotelande, Ms. Chetham 8009 at Manchester | 1400                            | ed. Purdie                                        |
| OS 317        | Works of a Lollard Preacher, bit of a companion to OS 301 | 15. Jhd.                        | ed. Hudson                                        |
| OS 318        | Revelation of the Monk of Eynsham = Evesham; a vision of purgatory etc. | 15. Jhd.                        | ed. Eastring                                      |
| OS 319        | Mandeville’s Travels, Defective Version | 14. Jhd.                        | ed. Seymour                                       |
| OS 320        | Siege of Jerusalem, Titus’ destruction of Jerusalem in 70 CE, written like a romance | 15. Jhd.                        | ed. Hanna, Lawton                                 |
| OS 321        | Three Alliterative Saints’ Hymns; actually in 14 line stanzas; Katherine, John Evangelist, John Baptist | 1400                            | ed. Kennedy                                       |
| OS 322        | Turpines Story, Middle-English trans. of the Pseudo-Turpine Chronicle (Charlemagne) | 1460                            | ed. Shepherd                                      |
| OS 323        | Dives and Pauper, Vol. 2, (actually Part 3, with Introduction, Notes and Glossary, see OS 275, 280) | 15. Jhd.                        | ed. Barnum                                        |
| OS 324        | Seven Sages of Rome (Midland Version), Camb. Univ. Lib. Ms. Dd.I.17, romance | 1400                            | ed. Whitelock                                     |
| OS 325        | Ancrene Wisse, Vol. 1, Introduction, text, emendations, publ. of (A) Camb. Corpus Christi Ms. 402 | 1270-1280                       | ed. Millett                                       |
| OS 326        | Ancrene Wisse, Vol. 2, Introduction, notes, glossary, proper names | 1270-1280                       | ed. Millett, Dobson, Dance                        |
| OS 327        | Gilte Legend, Vol. 1, in Middle English, text, bunch of saints, ends with St. James in July (menologium order) | 1438                            | ed. Hamer                                         |
| OS 328        | Gilte Legend, Vol. 2, in Middle English, text, St. Christopher up into winter. (Supplementary Lives is OS 315; Vol. 3 is OS 339)                                                                                     | 1438                            | ed. Hamer                                         |
| OS 329        | Uncollected Verse and Prose of Richard Rolle, with related Northern Texts | 15. Jhd.                        | Rolle; ed. Hanna                                  |
| OS 330        | Heptateuch in Old English, and Ælfric’s Libellus de Veteri Testament et Nove |                                 | Ælfric                                            |
| OS 331        | Speculum Vitae, A Reading Ed., Vol. 1 |                                 |                                                   |
| OS 332        | Speculum Vitae, A Reading Ed., Vol. 2 |                                 |                                                   |
| OS 333        | Four Wycliffite Dialogues, Introduction, text, notes | 1380-1420                       | ed. Somerset                                      |
| OS 334        | John Mirk’s Festial, Vol. 1, BL Ms. Cotton Claudius A. II | 1403?                           | ed. Powell                                        |
| OS 335        | John Mirk’s Festial, Vol. 2 | 1403?                           | ed. Powell                                        |
| OS 336        | The Egerton Version of Mandeville’s Travels, BL Ms.Egerton 1982 | 1400 ca.                        | ed. Seymour                                       |
| OS 337 - 338  | A late Fifteenth Century Dominical Sermon Cycle, Vol. 1 & 2 |                                 |                                                   |
| OS 339        | Gilte Legende, Vol. 3, introduction, notes, selected glosses, indexes. See OS 327, 328 for the texts | 1438                            | ed. Hamer                                         |
| OS 340        | Two Revised Versions of Richard Rolle’s English Psalter Commentary and the Related Canticles, Vol. 1 (intro. and prologue and psalms 1-34)                                                                           | 1349, gest.                     | Rolle; ed. Hudson                                 |
| OS 341        | Rolle’s English Psalter Commentary, Vol. 2, edited by Anne Hudson, (texts, psalms 35-115, see OS 343 for Vol. 3) | 1349, gest.                     | Rolle; ed. Hudson                                 |
| OS 342        | The Prick of Conscience, edited by Ralph Hanna and Sarah Wood, based on 14th century mss. and 18th century printing by Richard Morris                                                                                | 14. Jhd.                        | ed. Hanna and Wood                                |
| OS 343        | Rolle’s English Psalter Commentary, Vol. 3, edited by Anne Hudson (psalms 116-50 and Canticles 1-12) | 1349, gest.                     | Rolle; ed. Hudson                                 |
| OS 344        | Alexander Barclay, The Famous Cronycle of the Warre which the Romayns had agaynst Iugurth (Sallust’s Jugurthine Wars)                                                                                                |                                 | Barclay; ed. Greg Waite                           |
| OS 345        | Poems from BL MS Harley 913: ‘The Kildare Manuscript’ |                                 | ed. Thorlac Turville-Petre                        |
| OS 346        | A Mirror to Devout People (Speculum devotorum) |                                 | ed. Paul J. Patterson                             |
| OS 347        | The Craft of Lymmyng and The Maner of Steynyng: Middle English Recipes for Painters, Stainers, Scribes, and Illuminators                                                                                             | 1300-1500                       | anonymous, ed. Mark Clarke                        |
| OS 348        | The Scale of Perfection, Book II, by Walter Hilton, [Christian spiritual. This is supposed to be Book 2, but I don't know where Book 1 is.]                                                                          | 1396                            | Hilton, ed. Stanley S. Hussey and Michael Sargent |
| OS 349 u. 350 | Sir Bevis of Hampton, a romance, 2 volumes | 1300                            | ed. Jennifer Fellows                              |